# Ludwik Wirtemberski
Ludwig Friedrich Alexander von Württemberg (ros.  Людвиг Фридрих Александр Вюртембергский), spolszczany jako Ludwik Fryderyk Aleksander Wirtemberski (ur. 30 sierpnia 1756 w Trzebiatowie, zm. 20 września 1817 Kirchheim unter Teck) – książę Wirtembergii i do 1802 r. – Montbéliard, generał en chef Armii Wielkiego Księstwa Litewskiego na początku wojny polsko-rosyjskiej 1792, generał lejtnant komenderujący Dywizją Małopolską w latach 1790–1792, generał major wojsk pruskich, generał kawalerii armii Imperium Rosyjskiego od 1795 roku, feldmarszałek wirtemberski.

## Życiorys
Jego ojcem był Fryderyk Eugeniusz Wirtemberski, matką pruska księżniczka Fryderyka Zofia, był więc siostrzeńcem króla pruskiego Fryderyka II Wielkiego. Brat króla Fryderyka I Wirtemberskiego oraz żony następcy tronu Rosji, potem carycy, Marii Fiodorownej, a także arcyksiężnej Elżbiety, żony Franciszka II Habsburga, późniejszego cesarza. Służył w armii pruskiej, gdzie doszedł do rangi generała majora. Dzięki małżeństwu z późniejszą pisarką Marią Czartoryską (córką twórczyni romantycznych Puław, Izabeli z Flemingów Czartoryskiej) uzyskał polski indygenat. Następnie, w 1790 roku, król mianował go generałem lejtnantem.
W czasie wojny polsko-rosyjskiej 1792 okazał się zdrajcą, zależnym od spokrewnionych z nim obcych dworów, umyślnie zaniedbując przygotowania do walki pod pozorem ciężkiej choroby – pomiędzy atakami febry miały mu dolegać 30-godzinne konwulsje i dreszcze. W ręce polskie w Łomży dostała się jego korespondencja z Prusakami, w której pisał, że jego niedyspozycja jest udawana, a on sam nie będzie stawiał oporu uderzającej na Rzeczpospolitą armii rosyjskiej. Po ujawnieniu tej korespondencji ozdrowiały książę ruszył od razu do swoich obowiązków względem korpusu litewskiego, jednak 1 czerwca 1792 r. został zdymisjonowany. Na wieść o jego zdradzie Maria Czartoryska przysłała mu list rozwodowy.
Para miała jednego syna księcia Adama Wirtemberskiego (1792–1847).
28 stycznia 1797 roku ożenił się ponownie z Henriettą z Nassau-Weilburg, a w 1798 r. kupił majątek w Wolanach w hrabstwie kłodzkim, gdzie zamieszkał w pałacu, zbudowanym przez feldmarszałka Georga Oliviera Wallisa. Para miała pięcioro dzieci:
1. Maria Dorota Wirtemberska (1797–1855) – żona arcyksięcia Józefa Habsburga, palatyna Węgier (1776–1847), protoplastka Jana Karola z Hiszpanii
2. Amelia Wirtemberska (1799–1848) – żona księcia Józefa Wettyna z Saksonii-Altenburga (1789–1868), protoplastka królów Grecji, Filipa Mountbattena, małżonka królowej Elżbiety II i Zofii, żony Jana Karola Hiszpańskiego
3. Paulina Wirtemberska (1800–1873) – wyszła za mąż w 1820 za swojego kuzyna króla Wilhelma I Wirtemberskiego
4. Elżbieta Aleksandra Wirtemberska (1802–1864) – żona księcia Wilhelma Ludwika Augusta Badeńskiego (1792–1859),
5. Aleksander Wirtemberski (1804–1885) – ożenił się z Claudiną Rhédey von Kis-Rhéde (związek morganatyczny), książę Wirtembergii; jego dzieci otrzymały tytuł „książąt Teck” od króla Wilhelma I Wirtemberskiego, poprzez Franciszka (1837–1900), ojca Marii Teck, przodek królowej Elżbiety II[3].

Był krótko namiestnikiem Rygi. Zgodnie z życzeniem króla cała rodzina w 1807 r. musiała wrócić do Wirtembergii. Zmarł w wieku 61 lat w Kirchheim unter Teck niedaleko Stuttgartu.
Był protektorem i członkiem honorowym lóż wolnomularskich Augusta zu goldenen Krone i Julius zu Eintracht w 1775 roku.

## Odznaczenia
- Order Orła Złotego (Wirtembergia)[5]
- Krzyż Wielki Orderu Zasługi Wojskowej (Wirtembergia)[5]
- Order św. Andrzeja (Rosja)[5]
- Order św. Aleksandra (Rosja)[5]
- Order św. Anny (Rosja)[5]
- Order Orła Czarnego (Prusy)[5]
- Order Orła Czerwonego (Prusy)[5]
- Order Orła Białego (27 października 1784, Polska)[5][6]
- Order św. Jana z Jerozolimy (Malta)[5]